# Gazdagép
A gazdagép (angolul host)  egy olyan végfelhasználói számítógépet jelöl, amely a hálózathoz csatlakozik, és a felhasználók számára különböző adatszolgáltatásokat nyújt, illetve vezérlési feladatokat is ellát. A gazdagép az interneten egy adattovábbítás végpontjaként szerepelhet;  lehet személyi számítógép, munkaállomás vagy nagyszámítógép. Ezek mindegyike képes az internetprotokollok értelmezésére.